# Koudlam
Koudlam est un auteur-compositeur de musique électronique français.

## Biographie
Koudlam naît en 1979 à Abidjan en Côte d'Ivoire. Il a grandi et évolué entre le Mexique, l'Afrique et la France. Il habite à Paris et à Mexico[réf. nécessaire].

## Carrière
Koudlam est un artiste pluridisciplinaire qui travaille la vidéo, la peinture, l'écriture et le graffiti.
En 2006, il sort en autoproduction son premier album Nowhere proposant dix-sept titres. L’artiste donne ses premiers concerts dans les salles parisiennes. Il est notamment invité à se produire au festival Exit lors de la soirée « Super » à la MAC de Créteil, aux côtés de groupes comme Sébastien Tellier, Hypnolove et Turzi.
En 2007, il rencontre l’artiste Cyprien Gaillard et compose la bande originale de son film Desniansky Raion,. Koudlam joue la pièce musicale sous forme de performance partout dans le monde,
En 2008, Koudlam signe chez le label Pan European Recording, tout en composant une nouvelle œuvre sonore pour Crazy Horse, film de Cyprien Gaillard.
En 2009, il sort l'album Goodbye ; apologie de la ruine du monde actuel, son œuvre est bien accueillie par la critique[réf. nécessaire]. Cette sortie est suivie d'une tournée mondiale, visitant Paris, New York, Moscou, la Belgique, et jouant dans des lieux prestigieux[Lesquels ?].
En 2014 et 2015, pour la tournée accompagnant la sortie de son album Benidorm Dream, il se rapproche de l'univers rock en rejouant ses morceaux en direct, accompagné de musiciens et réinterprétant les titres[réf. nécessaire].

## Œuvre musicale

### Albums
- 2006 : Nowhere, autoproduction
- 2009 : Goodbye, label Pan European Recording[5],[6]
- 2014 : Benidorm Dream ; sortie le 13 octobre 2014[7]
- 2022 : Precipice Fantasy Pt. I ; sorti le 28 octobre 2022
- 2023 : Precipice Fantasy Pt. II ; sorti le 24 mars 2023

### EP
- 2008 : Live at Teotihuacàn, label Pan European Recording ; contient une partie de la bande son de Destinanski Raion, film de Cyprien Gaillard[8]
- 2011 : Alcoholic Hymn, label Pan European Recording[9]
- 2014 : The Landsc Apes, label Pan European Recording
- 2014 : Negative Creep - label Pan European Recording- Extraits de l'album Benidorm Dream dans lesquels l'artiste prend ses inspirations au sein d'espaces et de musiques relevant de la non-esthétique, qu'il s'agisse de la ville touristique espagnole de Benidorm ou des musiques électroniques parfois qualifiées de violentes et marginales, acid et gabber[10],[7]

### Compilations
- 2008 : Voyage, label Pan European Recording[11]
- 2010 : Compilation N°10 Colette
- 2011 : Voyage II: Mort pour la France, label Pan European Recording[12]
- 2011 : Technikart - Compilation 20 ans, vol.2 (1991-2011)[13]
- 2012 : colette loves Andrea Crews - ten years of music[14]
- 2013 : 2008 - 2013: LOST IN SPACE, label Pan European Recording[15]
- 2013 : Objet Sonore Le Bonbon en partenariat avec Roy Music

### Collaborations musicales
- 2010 : Chante et remixe le morceau  Thriller in Bombay du groupe Turzi Record Makers[16].
- 2011 : Chante et remixe le morceau Toward de l'artiste Mohini Colombia Records[17]
- 2012 : Chante avec Scratch Massive dans le morceau Waiting for a Sign de leur album Nuit de Reve[18]

### Musique de film
- 2009 : Un prophète de Jacques Audiard ; morceau See You All, version longue de Live at Teotihuacan
- 2010 : Territories d'Olivier Abbou ; morceau See You All de l'album Goodbye
- 2012 : L'Ombre du prophète de Philipp Mayrhofer ; bande originale du film, comprenant plusieurs inédits
- 2013 : 11.6 de Philippe Godeau[19]
- 2015 : Love de Gaspar Noé ; on peut entendre deux de ses morceaux, Transperu et Nostalgia
- 2016 : En moi de Laetitia Casta[20]
- 2020 : De l'or pour les chiens d'Anna Cazenave Cambet

## Collaborations pluridisciplinaires
Koudlam travaille avec son ami l'artiste plasticien Cyprien Gaillard sur des projets de performances vidéo appelées souvent Electronic Opéra, dont il compose et interprète les bandes originales. Koudlam chante en live, sous forme de performance artistique dans les musées, festivals d'arts et biennales.
- 2007 - Desniansky Raion ;  performance de trente minutes exposée et jouée dans de nombreux musées et lieux insolites (MoMA, Tate Modern, Beaubourg, Vassivière)[22]
- 2008 - Crazy Horse ; création des morceaux Tonight et Goodbye de l'album Goddbye ; performance de vingt-huit minutes pour la biennale d'art contemporain de Berlin de 2008 où Koudlam a joué du haut d'une grue[23]